# Melanichneumon disparilis
Melanichneumon disparilis là một loài tò vò trong họ Ichneumonidae.